# Wolfgang Kos

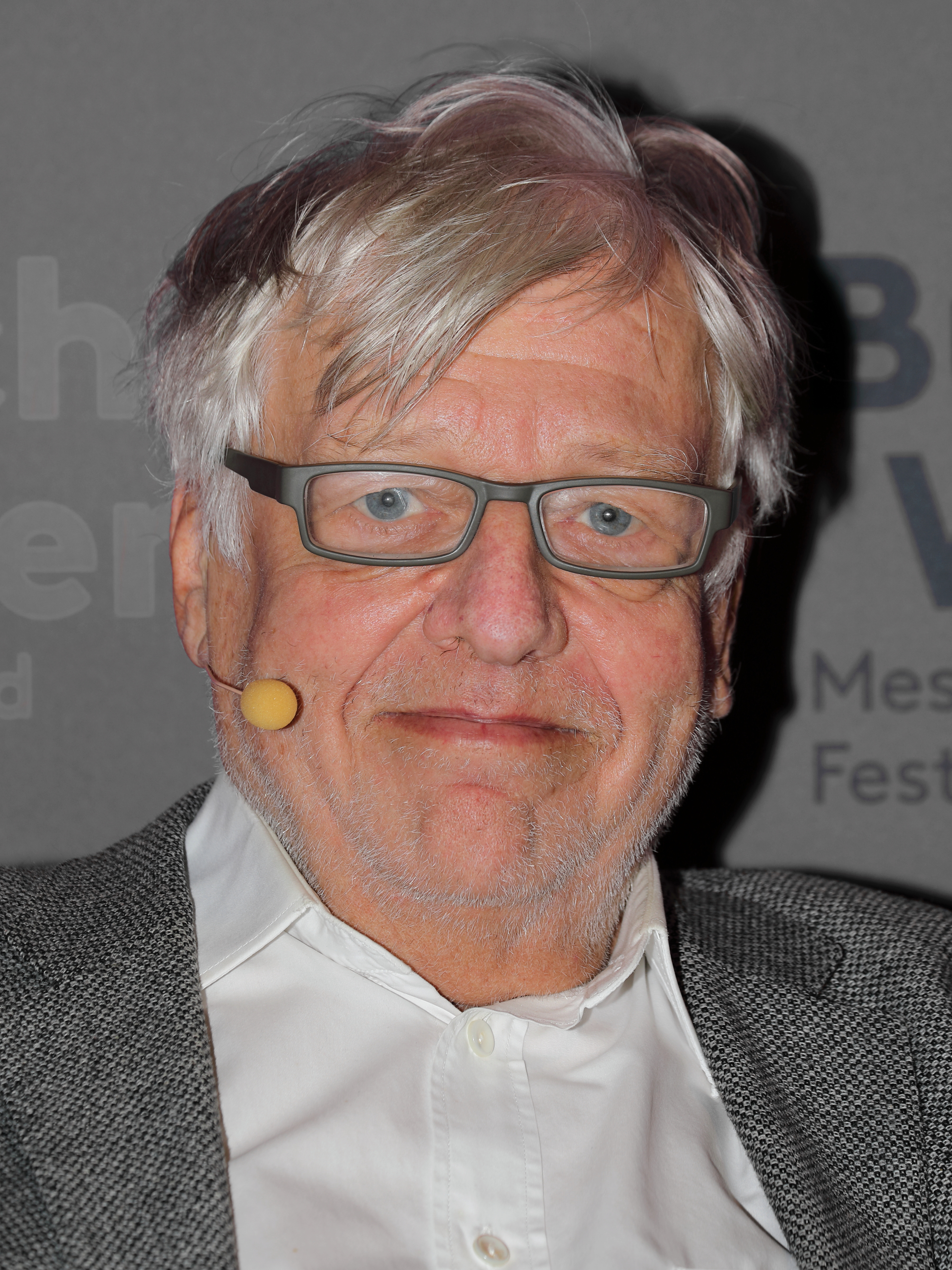
Wolfgang Kos (2024)

Wolfgang Kos (* 12. Mai 1949 in Mödling, Niederösterreich) ist ein österreichischer Journalist, Historiker und Autor.

## Leben
Wolfgang Kos studierte an der Universität Wien Geschichte und Politikwissenschaften und befasste sich als Radiojournalist, Buchautor, Ausstellungsgestalter und Historiker vor allem mit der Alltagsgeschichte und der Geschichte popkultureller Phänomene. Er baute ab 1968 gemeinsam mit Richard Goll, André Heller, Michael Schrott, Alfred Treiber und anderen die legendäre Ö3-Radiosendung Die Musicbox auf. In den 1970er Jahren schrieb er für die Österreich-Beilage bzw. den Österreich-Teil der deutschen Musikzeitschrift Sounds und gründete 1972 die Ö3-Musiksendung Popmuseum. Anfang der 1980er Jahre wurde Kos Leiter der Musicbox. Damals begann er auch mit der Entwicklung einer neuen Sendereihe für den Radiosender Ö1: Gemeinsam mit anderen schuf er 1984 die Ö1-Sendung Diagonal – Radio für Zeitgenossen, deren Leiter er lange Zeit war. 1982 nahm er unter dem Bandnamen Leider Keine Millionäre mehrere Singles auf (Was zählt, Wer nicht weggeht etc.). Die Band nannte sich nach einem Zitat des SPÖ-Finanzministers und Vizekanzlers bis 1981, Hannes Androsch, er sei leider kein Millionär. 1983 bis 1991 veranstaltete Kos gemeinsam mit Edek Bartz das Wiener Avantgarde-Musikfestival Töne und Gegentöne. Seit den 1990er Jahren gestaltete Kos regelmäßig die Ö1-Sendungen Spielräume und Spielräume spezial und prägte sie dadurch mit.

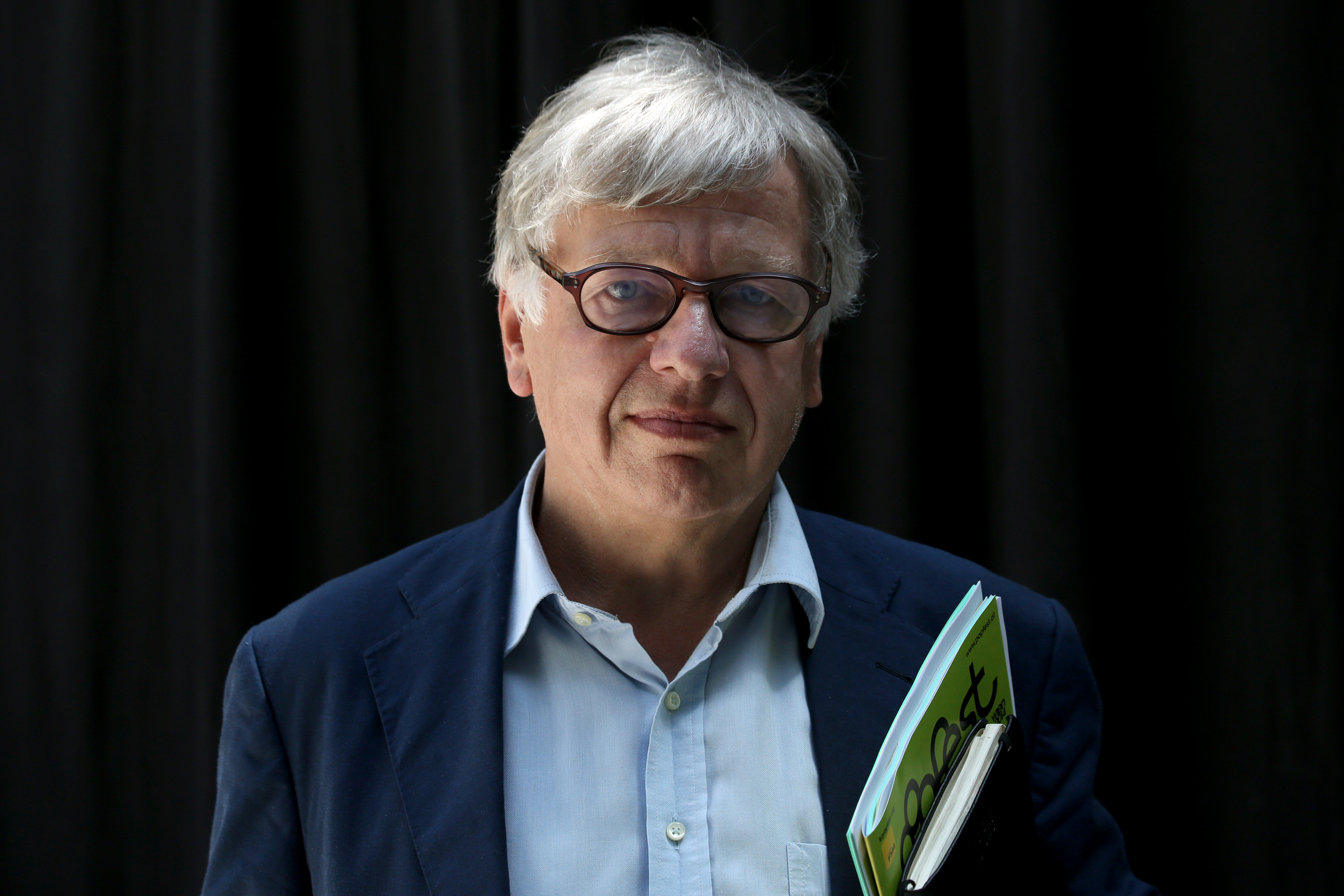
Wolfgang Kos (2014)

2003 bis 2015 war Kos als Nachfolger von Günter Düriegl als Direktor des Wien Museums, des früheren Historischen Museums der Stadt Wien, tätig. Für diese Funktion beendete er seine radiojournalistische Karriere. Im September 2015 folgte ihm, von Kulturstadtrat Andreas Mailath-Pokorny bestellt, Matti Bunzl in dieser Funktion nach.

## Auszeichnungen
- 1972: mit Richard Goll und Michael Schrott: Österreichischer Staatspreis für journalistische Leistungen im Interesse der Jugend
- 1982: Andreas-Reischek-Preis
- 1984: Goldenes Mikrophon (Hörzu) für die Sendereihe Diagonal[2]
- 2012: Österreicher des Jahres in der Kategorie Kulturmanagement
- 2012: Theodor-Körner-Preis – Preis der Stadt Wien

## Veröffentlichungen (Auswahl)
- Über den Semmering. Kulturgeschichte einer künstlichen Landschaft. Wien 1984 (Zugleich Dissertation)
- als Hrsg.: Die Eroberung der Landschaft. Ausstellungskatalog. Wien 1992.
- Eigenheim Österreich. Zu Politik, Kultur und Alltag nach 1945. Wien 1994.
- 99 Songs. Eine Geschichte des 20. Jahrhunderts. Wien 2017.